# Esukutan
Esukutan (ou Matei, Esudan, Esuetan, Esukutang) est un village du Cameroun, situé dans la Région du Sud-Ouest, à proximité de la frontière avec le Nigeria, dans l'enceinte du parc national de Korup. Il est rattaché administrativement à la commune de Toko, dans le département du Ndian.

## Population
En 1999 le village comptait 202 habitants, principalement des Bakoko du clan Oroko. Lors du recensement de 2005 on y a dénombré 303 personnes.